# Grace Williams
Grace Mary Williams (Barry, 19 februari 1906 – aldaar, 10 februari 1977) was een Welsh componiste. Ze staat bekend als de prominentste vrouwelijke componist afkomstig uit Wales.

## Biografie
Williams werd geboren te Barry nabij Cardiff, Wales. Haar beide ouders waren leerkrachten en hadden een grote interesse in muziek. Williams leerde piano en viool spelen op vroege leeftijd. Samen met haar vader en haar broer Glyn speelde ze pianotrio's. Ook zong ze samen met haar vader in een koor. Tijdens haar schooltijd groeide haar interesse in compositie dankzij haar muziekleerkracht Rhyda Jones. In 1923 won ze de Morfydd Owen beurs om te gaan studeren aan de Cardiff-universiteit. Ze kreeg er les van David Evans. Daarna ging ze studeren aan het Royal College of Music te Londen bij Gordon Jacob en Ralph Vaughan Williams. Bekende vrouwelijke medestudenten van haar waren Elizabeth Maconchy, Dorothy Gow en Imogen Holst, de dochter van Gustav Holst. In 1930 won Williams opnieuw een studiebeurs. Hiermee reisde ze naar Wenen om er te studeren bij Egon Wellesz. Ze bleef er tot 1931 en bezocht bijna elke avond een operavoorstelling. Vanaf 1932 gaf ze les in Londen. Tijdens de Tweede Wereldoorlog werden haar studenten geëvacueerd naar Grantham te Lincolnshire. Williams componeerde er enkele vroege werken, waaronder haar eerste symfonie en de Sinfonia Concertante voor piano en orkest. Een van haar meest populaire werken, Fantasia on Welsh Nursery Tunes (1940) werd ook in deze periode geschreven. Sea Sketches voor strijkorkest uit 1944 is het eerste werk in haar volwassen stijl. Deze muziek roept de zee met al diens temperamenten heel levendig op. In 1945 keerde Williams terug naar haar geboortedorp. Ze bleef er tot haar dood en legde haar zo goed als volledig toe op compositie.
Tijdens en na de oorlog leed Williams aan depressie en andere stress-gerelateerde gezondheidsproblemen. In 1949 werd ze de eerste Britse vrouw die filmmuziek componeerde dankzij de film Blue Scar van Jill Craigie. In 1960-61 schreef ze haar enige opera getiteld The Parlour. Het werk kende zijn debuut pas in 1966. In 1967 bood de Orde van het Britse Rijk haar een medaille aan voor haar muzikale verdiensten. Ze weigerde hem.
Grace Williams overleed op 70-jarige leeftijd op 10 februari 1977.

## Oeuvre
Williams' meest populaire werk is Penillion. Ze componeerde dit werk voor het National Youth Orchestra of Wales in 1955. Een aantal van de ideeën die ze hierin verwerkte, hergebruikte ze in haar trompetconcert uit 1963. Desondanks de sterke koortraditie in Wales bevat Williams' oeuvre voornamelijk orkestrale en instrumentale stukken. In 1968 componeerde ze Ballads for Orchestra voor de National Eisteddfod van dat jaar. Dit kleurrijke werk doet denken aan een middeleeuws hof.
Belangrijke werken uit haar vocaal oeuvre zijn de Latijnse hymne Ave Maris Stella voor onbegeleid koor (SATB) uit 1973 en haar Six Poems (op tekst van Gerard Manley Hopkins) voor contralto en strijkersextet uit 1958. Deze cyclus gebruikt twee bekende gedichten van Hopkins: Pied Beauty en Windhover. Williams' muziek is volledig synchroon met de ritmische subtiliteiten van deze teksten. Een voorbeeld van een werk dat het Welsh gebruikt is Rhosyn Duw (op tekst van Saunders Lewis) voor koor (SATB), piano en altviool uit 1955. Het werk werd later hergebruikt in de grote koorcompositie Missa Cambrensis uit 1971.
Williams' laatste volledige werken dateren uit 1975 en gebruiken combineren (SATB), harp en hoorns. De laatste muziek die uit haar pen vloeide was haar tweede symfonie. Deze componeerde ze oorspronkelijk in 1956 en herwerkte ze in 1975.

### Werklijst
- Two Psalms (1927)
- Phantasy Quintet (1928)
- Hen Walia (1930)
- Sonate voor viool en piano (1930 ; herwerkt in 1938)
- Sextet voor hobo, trompet, viool altviool, cello en piano (c. 1931)
- Sonatina voor fluit en piano (c. 1931)
- Suite voor orkest (1932)
- Concert Overture (c. 1932)
- Movement for Trumpet and chamber orchestra (1932)
- Suite voor negen instrumenten (c. 1934)
- Theseus and Ariadne, ballet (1935)
- Elegy voor strijkorkest (1936 ; herwerkt in 1940)
- Four Illustrations for the Legend of Rhiannon (1939)
- Fantasia on Welsh Nursery Tunes (1940)
- Sinfonia Concertante voor piano en orkest (1941)
- Symfonie nr. 1, in de vorm van Symphonic Impressions of the Glendower Scene in "Henry IV Part 1" (1943)
- Sea Sketches (1944)
- Piano Concerto (onafgewerkt: slechts 1 beweging) (1949)
- The Dark Island (1949)
- Violin Concerto (1950)
- Variaties op een Zweeds deuntje The Shoemaker voor piano en orkest (1950)
- The Dancers (1951)
- Hiraeth (1951)
- Drie Nocturnes voor 2 piano's (1953)
- Seven Scenes for Young Listeners (1954)
- Penillion (1955)
- Symfonie nr. 2 (1956 ; herwerkt in 1975)
- All Seasons shall be Sweet (1959)
- The Parlour, opera (naar Guy de Maupassant)
- Processional voor orkest (1962 ; herwerkt in 1968)
- Trompetconcert (1963)
- Carillons (1965 ; herwerkt in 1973)
- Severn Bridge Variations: Variation V (1966)
- Ballads for Orchestra (1968)
- Castell Caernarfon(1969)
- Missa Cambrensis (1971)
- Ave Maris Stella (1973)
- Fairest of Stars (1973)

## Nalatenschap
BBC Radio 3 wijdde hun "Composer of the Week" segment aan Williams tijdens de tweede week van augustus 2006, 100 jaar na haar geboorte. Hierdoor werden verscheidene werken van haar opnieuw uitgevoerd, waaronder haar vioolconcerto uit 1950 en haar Sinfonia Concertante voor piano en orkest uit 1941.
In maart 2016 werden haar Missa Cambrensis (1971) en haar Four Illustrations for the Legend of Rhiannon (1939–40) uitgevoerd.

## Opnames
Van slechts een klein aantal composities van Williams bestaan opnames. Haar tweede symfonie, Penillion, Sea Sketches en Fantasia on Welsh Nursery Tunes maakten deel uit van compilaties van uitgeverij Lyrita. Enkele koorwerken waaronder Ave Maris Stella werden opgenomen door Chandos Records. Ballads for Orchestra werd opgenomen door het BBC Symphony Orchestra onder leiding van Baldur Brönnimann.